# Paul Biegel

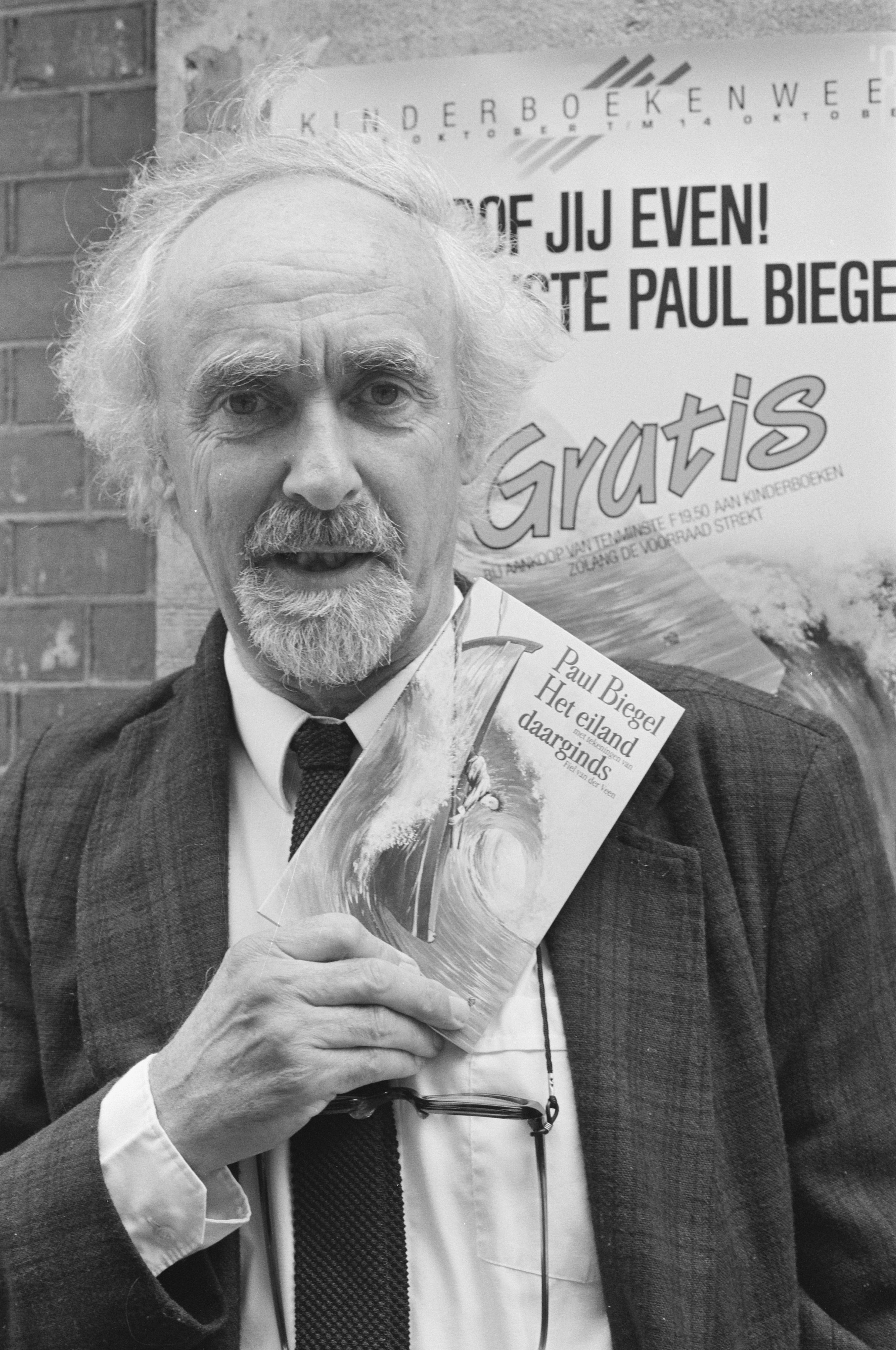
Paul Biegel (1989)

Paul Biegel (* 25. März 1925 in Bussum, Provinz Nordholland, Niederlande; † 21. Oktober 2006 in Laren, Niederlande) war ein niederländischer Kinderbuchautor.

## Leben
Paul Biegel wuchs als jüngstes von insgesamt neun Kindern, sechs Mädchen und drei Jungen, auf. Er war keine ausgesprochene Leseratte und zog es vor, außerhalb des Hauses zu spielen. Dennoch gehörten zu seiner Lieblingslektüre Grimms Märchen und Bücher von Jules Verne. Er besuchte in Bussum die Volksschule und machte 1945 in Amsterdam sein Abitur.
Seine erste Geschichte Der unzufriedene Zwerg schrieb Biegel im Alter von 14 Jahren. Sie wurde in der Zeitung De Tijd veröffentlicht. Seinen Berufswunsch konnte er nicht erfüllen, da er einsah, dass er als Pianist nicht genug Talent besaß. Nach dem Zweiten Weltkrieg ging er für ein Jahr in die Vereinigten Staaten, wo er für die Zeitschrift The Knickerbocker Weekly arbeitete. Nach der Rückkehr in die Niederlande schrieb er für verschiedene Zeitschriften und begann ein Jurastudium an der Universität Amsterdam, das er 1954 abbrach.
Biegel schrieb in den folgenden Jahren Comics, so zum Beispiel Minter and Hinter, welches, in insgesamt 10 Geschichten aufgeteilt, in 5479 Episoden in der Tageszeitung Het Vrije Volk erschien. 1959 begann er mit seinen Arbeiten als Schreiber von Comics im Studio von Marten Toonder für die Serie Kappies.
Das erste Buch, das Biegel veröffentlichte, erschien 1962 als De gouden gitar (Die Goldene Gitarre). Er war ab 1960 mit Marijke Sträter verheiratet. Das Paar hatte zwei Kinder. Nach dem Scheitern seiner Ehe bekannte Biegel öffentlich, dass er homosexuell sei.
Seine mehr als 50 Bücher wurden in einem Dutzend Sprachen veröffentlicht.
Biegel wurde 1996 zum Ritter des Orden vom Niederländischen Löwen ernannt.

## Preise und Auszeichnungen
- 1965: Kinderboek van het jaar für Het sleutelkruid (1964)
- 1972: Gouden Griffel für De kleine kapitein (1971)
- 1972: Zilveren Griffel für De twaalf rovers (1971)
- 1973: Niederländischer Staatspreis für Kinderliteratur (heute: Theo Thijssenprijs)
- 1973: Nienke van Hichtum-prijs für De twaalf rovers (1971)
- 1974: Zilveren Griffel für Het olifantenfest (1973)
- 1984: Zilveren Griffel für Haas (1981)
- 1988: Zilveren Griffel für De rode prinses (1987)
- 1991: Woutertje Pieterse Prijs für Anderland, een Brandaan-mythe (1990)
- 1996: Nominierung für den Hans Christian Andersen-Preis
- 2000: Woutertje Pieterse Prijs für Laatste verhalen van de eeuw

## Werke
Eigene Werke
- De gouden gitaar. 1962.
- Het grote boek. 1962.
- Het sleutelkruid. Uitgeverij Holland, Haarlem 1964.
  - deutsch: Das Schlüsselkraut. Übersetzt von Lotte Schaukal. Kinderbuchverlag, München 1991, ISBN 3-358-01468-1.
  - Neuauflage mit neuem Titel: Eine Geschichte für den König. Verlag Urachhaus, Stuttgart 2014, ISBN 978-3-8251-7803-1.
- Het lapjesbeest. 1964.
- De kukelhaan. Gedichte. 1964.
- Kinderverhalen. Kurzgeschichten. 1966.
- Ik wou dat ik anders was. 1967.
  - deutsch: Ich wollte, daß ich anders war. Übersetzt von Herbert Kranz, Illustrationen von Babs van Wely. Herder, Freiburg i. Br. 1967.
  - Neuauflage: Verlag Freies Geistesleben, Stuttgart 2014, ISBN 978-3-8251-7807-9.
- De Tuinen van Dorr. 1969.
  - deutsch: Die Gärten von Dorr. Übersetzt von Hans Joachim Schädlich, Illustrationen von Eva Johanna Rubin. Deutscher Taschenbuchverlag, München 1981, ISBN 3-423-07428-0; Neuausgabe, Verlag Urachhaus, Stuttgart 2014, ISBN 978-3-8251-7806-2.
- Sebastiaan Slorp. Uitgeverij Holland, Haarlem 1970, ISBN 90-251-0174-7.
- De twaalf rovers. 1971.
  - deutsch: Die zwölf Räuber. Übersetzt von Gundel Völckers. Thienemann, Stuttgart 1973, ISBN 3-522-11890-1.
- De kleine kapitein. 1971.
  - deutsch: Der kleine Kapitän. DTV, München 1977, ISBN 3-423-07291-1.
- De kleine kapitein in het land van Waan an Wijs. 1973.
  - deutsch: Im Land der sieben Türme. Thienemann, Stuttgart 1967, ISBN 3-522-12000-0.
- De kleine kapitein en de schat von Schrik en Vreze. 1975.
  - deutsch: Die Beute des Piraten. Übersetzt von Helga Omein-Greschat, Illustrationen von Carl Holländer. Thienemann, Stuttgart, ISBN 3-522-12400-6.
- Virgilius van Tuil op zoek naar een tart. Uitgeverij Holland, Haarlem 1979, ISBN 90-251-0373-1.
  - deutsch: Die Kuchenjagd. (Eine Geschichte vom Zwerg Virgilius). Übersetzt von Marie-Thérèse Schins. Arena, Würzburg 1985, ISBN 3-401-04053-7.
  - Neuauflage, mit Illustrationen von Mies van Hout, übersetzt von Marie-Thérèse Schins: Virgilius Tulle auf Tortenjagd. Urachhaus, Stuttgart 2015, ISBN 978-3-8251-7808-6.
- Haas, eerste boek: Voorjaar. 1981.
  - deutsch: Hase. Arena, Würzburg 1984, ISBN 3-401-04051-0.
- De zwarte weduwe. Uitgeverij Holland, Haarlem 1984, ISBN 90-251-0506-8.
  - deutsch: Die schwarze Witwe. Übersetzt von Siegfried Mrotzek. Arena, Würzburg 1986, ISBN 3-401-04112-6.
- Van de oude dame en de muis. 1985.
  - deutsch: Die alte Dame und die Maus. Aurich, Kercher 1986, ISBN 3-89106-030-0.
- De rode princes. 1987.
  - deutsch: Die rote Prinzessin. Übersetzt von Siegfried Mrotzek. Omnibus, München 1996, ISBN 3-570-20035-3.
  - Neuauflage mit Illustrationen von Linde Faas. Verlag Urachhaus, Stuttgart, ISBN 978-3-8251-7804-8.
- Nachtverhaal. 1992.
  - deutsch: Nachtgeschichten. Übersetzt von Verena Kiefer. Middelhauve, München, ISBN 3-7876-9677-6.
- De karabijn. Uitgeverij Holland, Haarlem 1995, ISBN 90-251-0723-0.
- Sammelband: Das große Buch vom kleinen Kapitän. Übersetzt von Frank Berger. Illustrationen von Carl Hölländer. Verlag Urachhaus, Stuttgart 2011, ISBN 978-3-8251-7800-0.[1]
- Die Abenteuer der Tulle-Zwerge. Ill. Mies van Hout, übersetzt von Eva Schweikart. Verlag Urachhaus, Stuttgart 2012, ISBN 978-3-8251-7802-4.

Hörspiele
- 1970: Sebastian Slorp
- 1978: De naam, gesendet am 23. Januar 1978 von der Nederlandse Christelijke Radio-Vereniging (NCRV); erhielt im selben Jahr eine ehrenvolle Erwähnung beim Prix Italia in der Kategorie Radio.

Bearbeitungen
- Überarbeitung: Sprookjes van Grimm. Illustrationen von Werner Klemke. Uitgevermaatschipij, Haarlem 1966.
- Überarbeitung: Sprookjesmolen. Mit seiner Ehefrau Marijke Biegel-Sträter. Uitgeverij Holland, Haarlem 1969.
- Überarbeitung: Reinart de Vos. 1972 (Bearbeitung des Textes Van den vos Reynaerde = dt. Reineke Fuchs).

Übersetzungen
- Übersetzung: Deutsche Sagen. Bearbeitet von Paul Biegel und Marijke Biegel. Uitgevermaatschipij Holland, Haarlem 1970.

## Belege
1. ↑  Im Boot mit Heini Hasenfuß. In: FAZ. 12. März 2011, S. L 14.

| Personendaten    | Personendaten                    |
| ---------------- | -------------------------------- |
| NAME             | Biegel, Paul                     |
| KURZBESCHREIBUNG | niederländischer Kinderbuchautor |
| GEBURTSDATUM     | 25. März 1925                    |
| GEBURTSORT       | Bussum, Nordholland, Niederlande |
| STERBEDATUM      | 21. Oktober 2006                 |
| STERBEORT        | Laren (Noord-Holland)            |